# 四量体

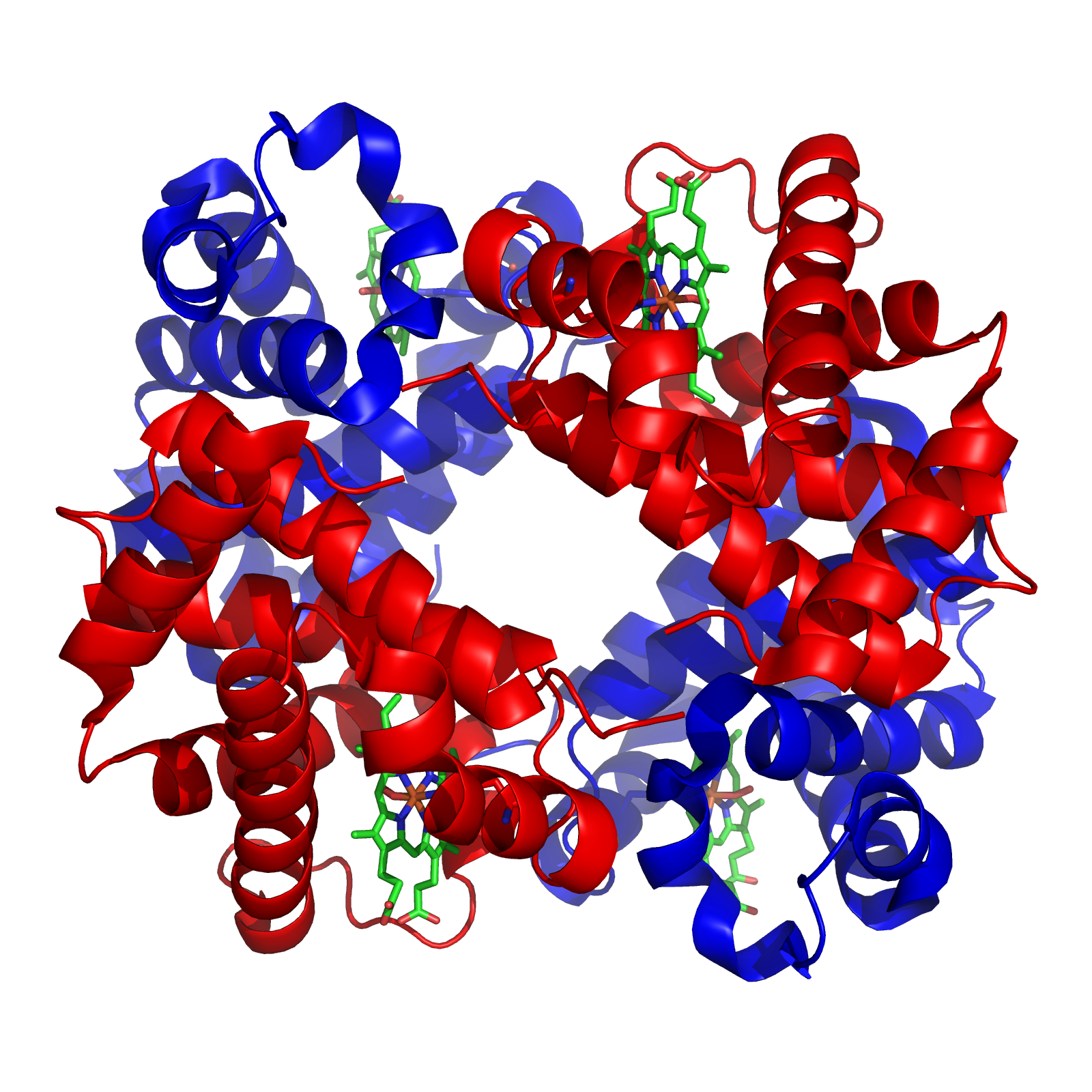
ヒトのヘモグロビンのサブユニット。αサブユニットとβサブユニットがそれぞれ赤色と青色に着色されている。

四量体（よんりょうたい、Tetramer）は、4つのサブユニットで構成されるものである。
化学では、4つのモノマーから構成される分子を指す用語である。例えば、コボフェノールAは、4つのスチルベノイドのモノマーでできている。
生化学でも同様に、4つのユニットから構成される生体分子を指す。コンカナバリンAのように同じユニットでできているホモ四量体と、ヘモグロビンのように異なるユニットでできているヘテロ四量体がある。ヘモグロビンは、4つの似たようなサブユニットからできているが、免疫グロブリンは、2つのかなり異なるサブユニットからできている。異なるサブユニットは、アビジン四量体に結合するビオチンのように、それぞれ独自の働きを持つものも、ヘモグロビンのように共通する性質を持つものもある。